# Air Ukraine
Air Ukraine (укр. Авіалінії України) — бывшая государственная авиакомпания Украины, которая выступала главным национальным авиаперевозчиком с 1992 по 2002 год (после прекращения деятельности эта функция перешла к авиакомпании МАУ). (Наследник Air Ukraine) Базовым международным аэропортом для этой авиакомпании был Международный аэропорт «Борисполь» и «Киев». Air Ukraine осуществляла как внутренние рейсы, так и полёты, в страны СНГ, Европы и Северной Америки.

## История
После распада Советского Союза, в новых независимых государствах стали формироваться собственные национальные авиакомпании на основе «Аэрофлота», одной из которых стала «Авиалинии Украины». Весь авиапарк вновь созданной украинской национальной авиакомпании состоял из прежних советских самолётов, среди которых было достаточно много современных для того времени (начало 1990-х годов) воздушных судов, в том числе способных осуществлять трансатлантические перелёты. 
В течение существования авиакомпании её штаб-квартира находилась в Киеве. В декабре 2002 года авиакомпания «Авиалинии Украины» была признана банкротом. Попытки сохранить её, присоединив к Аэросвит или МАУ, оказались безуспешными. Полёты были официально приостановлены, а 24 июля 2004 года авиакомпания была окончательно лишена лицензии.

## Флот
Воздушный флот авиакомпании Air Ukraine составляли следующие самолёты:
Подавляющее большинство самолётов были советского производства. Наибольшего размера авиапарк Air Ukraine имел в начале и в середине 1990-х годов. Потом, по различным причинам, количество используемых этой авиакомпанией самолётов уменьшалось и в 2002 году перед своим банкротством, она использовала всего три Ту-134 и один Ту-154.

## Инциденты
- 5 сентября 1992 года Ту-154 авиакомпании Air Ukraine (бортовой номер CCCP-85269) со 147 людьми на борту осуществил аварийную посадку «на живот» в Международном аэропорту «Борисполь», причиной которой было не выпущенное (из-за технической неисправности) шасси. Никто не пострадал, хотя самолёт восстановить не удалось[4].
- 27 октября 1993 года лёгкий пассажирский самолёт Л-410 (бортовой номер UR-67536) во время рулежки в аэропорту Тюмени из-за ошибки пилота въехал в зону ремонтных работ и был повреждён. Никто не пострадал[5].
- 4 апреля 1995 года Ан-26 (бортовой номер UR-26049), проскочил мимо взлётно-посадочной полосы аэропорта «Палана». Никто серьёзно не пострадал[6].